# Департамент стратегічних розслідувань Національної поліції України
Департамент стратегічних розслідувань Національної поліції України —  міжрегіональний територіальний орган у складі кримінальної поліції Національної поліції України, який бере участь у реалізації державної політики з питань боротьби з організованою злочинністю та здійснює оперативно-розшукову діяльність. Департамент утворено відповідно до Постанови Кабінету Міністрів України від 9 жовтня 2019 року № 867 «Про утворення територіального органу Національної поліції».https://www.google.com/intl/uk-UA_UA/googlefinance/disclaimer/#!#disclaimers
У своїй діяльності ДСР керується Конституцією України, міжнародними договорами України, згода на обов'язкове виконання яких надана Верховною Радою України, законами України, актами Президента України та постановами Верховної Ради України, прийнятими відповідно до Конституції та законів України, актами Кабінету Міністрів України, а також виданими відповідно до них актами Міністерства внутрішніх справ України, іншими нормативно-правовими актами та Положенням про Департамент стратегічних розслідувань Національної поліції України.
Наказом Голови Національної поліції України Ігоря Клименка від 23.10.2019 року № 1077 затверджено «Положення про Департамент стратегічних розслідувань Національної поліції України».

## Місія
Боротьба з організованою злочинністю шляхом її виявлення, локалізації та нейтралізації, з метою захисту громадян та держави від негативного впливу злочинних спільнот.

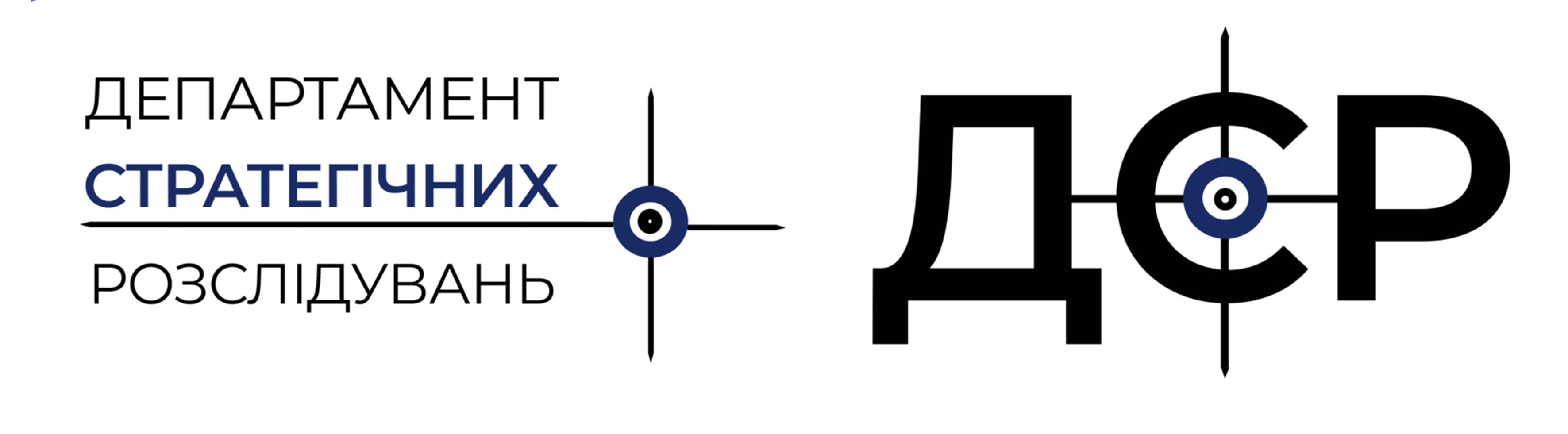
Варіації використання логотипу Департаменту стратегічних розслідувань

## Символіка
Знак є абстрактною візуалізацією місії та ключових принципів роботи департаменту. Він означає чіткість дій, націленість на результат, інноваційність та прагнення рухатися лише вперед до мети, долаючи організовану злочинність в Україні.
Слоган: точність, оперативність, результат.

## Завдання
- виявлення, припинення і запобігання незаконної діяльності суспільно небезпечних організованих груп (далі — ОГ) і злочинних організацій (далі — ЗО), у тому числі в органах державної влади та місцевого самоврядування, які впливають на криміногенну ситуацію в державі та в окремих її регіонах;
- протидія корупції серед посадових осіб, на яких поширюється дія Закону України «Про запобігання корупції», вжиття заходів з метою виявлення корупційних правопорушень і правопорушень, пов'язаних з корупцією, та їх припинення відповідно до законодавства України;
- здійснення оперативно-розшукової діяльності, спрямованої на здобуття інформації про криміногенні процеси в злочинному середовищі, пов'язані з протиправною діяльністю окремих осіб та злочинних угруповань, схеми легалізації (відмивання) доходів, одержаних злочинним шляхом;
- організація та здійснення відповідно до законодавства України заходів захисту працівників ДСР, інших органів та підрозділів Національної поліції України, забезпечення безпеки учасників кримінального судочинства, членів їх сімей та близьких родичів цих осіб.

## Принципи
- превентивності — запобігання злочинам, шляхом  проведення аналізу:
  - криміногенної ситуації на предмет діяльності організованих груп;
  - економічних процесів на предмет впливу злочинних спільнот;
- інноваційності — запровадження сучасних технологій та аналітичних інструментів;
- рішучості — здатність йти на ризики для подолання викликів та реалізації поставлених завдань;
- оперативності — документування злочинів, що готуються, миттєве реагування на виявлені факти та обставини;
- унікальності — використання ексклюзивних методів та сучасних світових стандартів для ідентифікації представників злочинного світу, зокрема «кримінальних авторитетів» та «злодіїв в законі».

## Про резонансні результати у ЗМІ
- Бізнес з росією: в Україні арештували активи 169 об'єктів нерухомості на понад 10 млрд грн
- Українська та латвійська поліція викрили багатомільйонну шахрайську схему
- "Забезпечували" наркотиками майже всю Україну: у Кривому Розі викрили наркокартель "Двадцятівські"
- За час воєнного стану придбав майна на 350 000 доларів США: на Дніпропетровщині провели обшуки в обласного воєнкома
- "Ворів у законі" Умку та Лашу Свана судитимуть за "сходки"
- 9 вересня 2020 року у Київській області затримали 43-річного уродженця Грузії [Архівовано 17 вересня 2020 у Wayback Machine.] зі статусом «вора в законі», який незаконно потрапив в Україну для поширення злочинного впливу в кримінальному середовищі;
- 23 червня 2020 року у Кривому Розі Дніпропетровської області затримали організатора та двох вимагачів [Архівовано 23 вересня 2020 у Wayback Machine.], які вимагали 160 тисяч доларів США з громадянина та погрожували йому. Кримінальне провадження вже скероване до суду з обвинувальними актами;
- 4 вересня 2020 року оперативники викрили підпільний цех з виробництва тютюнових виробів [Архівовано 20 вересня 2020 у Wayback Machine.]. Виробничі потужності підпільників дозволяли виробляти понад 1,5 мільйона пачок цигарок щомісяця. Незаконний тютюн продавали на території Львівської та Волинської областей;
- 1 вересня 2020 року  викрито нарколабораторію в одному з університетів Львівщини[4]. Зловмисники встигли продати понад 4 кілограми наркотиків на понад 2,5 млн грн;
- наприкінці серпня цього року в Харкові затримали злочинне угруповання за вимагання 100 тисяч доларів США. [Архівовано 1 вересня 2020 у Wayback Machine.] До складу угруповання входило четверо місцевих мешканців, серед яких — двоє вихідців із Кавказького регіону. У разі не сплати їм коштів погрожували вбити дитину потерпілого;
- викрили ексчиновників Закарпатської ОДА у розтраті 29,5 млн грн з фонду боротьби з COVID-19 [Архівовано 24 вересня 2020 у Wayback Machine.]. Зловмисникам повідомлено про підозри;
- встановили місце знаходження та затримали чоловіка [Архівовано 23 лютого 2022 у Wayback Machine.], який з 2016 року розшукувався правоохоронними органами Болгарії та числиться в списку Інтерполу за замовне вбивство;
- спецоперація ДСР з запобігання замовного вбивства [Архівовано 28 вересня 2020 у Wayback Machine.] - за вбивство жителя Донецької області, відомого у злочинному світі, зловмисники обіцяли заплатити найманцю $50 тисяч.

Разом з тим, до методів роботи Департаменту вже з'явились претензії з боку громадськості, зокрема щодо стеження за громадянами та збирання інформації про їх діяльність поза кримінальними провадженнями.

## Офіційні сторінки в соцмережах
- Facebook [Архівовано 22 грудня 2020 у Wayback Machine.]
- Telegram [Архівовано 17 серпня 2020 у Wayback Machine.]
- Twitter [Архівовано 10 квітня 2022 у Wayback Machine.]